# Liste der Baudenkmale in Südergellersen
In der Liste der Baudenkmale in Südergellersen sind die Baudenkmale der niedersächsischen Gemeinde Südergellersen und ihrer Ortsteile aufgelistet. Der Stand der Liste ist der 29. Januar 2023. Die Quelle der Baudenkmale ist der Denkmalatlas Niedersachsen.

## Allgemein
In den Spalten befinden sich folgende Informationen:
- Lage: die Adresse des Baudenkmales und die geographischen Koordinaten. Kartenansicht, um Koordinaten zu setzen. In der Kartenansicht sind Baudenkmale ohne Koordinaten mit einem roten Marker dargestellt und können in der Karte gesetzt werden. Baudenkmale ohne Bild sind mit einem blauen Marker gekennzeichnet, Baudenkmale mit Bild mit einem grünen Marker.
- Bezeichnung: Bezeichnung des Baudenkmales
- Beschreibung: die Beschreibung des Baudenkmales. Unter § 3 Abs. 2 NDSchG werden Einzeldenkmale und unter § 3 Abs. 3 NDSchG Gruppen baulicher Anlagen und deren Bestandteile ausgewiesen.
- ID: die Objekt-ID des Baudenkmales
- Bild: ein Bild des Baudenkmales, ggf. zusätzlich mit einem Link zu weiteren Fotos des Baudenkmals im Medienarchiv Wikimedia Commons. Wenn man auf das Kamerasymbol klickt, können Fotos zu Baudenkmalen aus dieser Liste hochgeladen werden:

## Südergellersen

### Einzelbaudenkmale
| Lage                                                                | Bezeichnung    | Beschreibung | ID       | Bild |
| ------------------------------------------------------------------- | -------------- | --- | -------- | ---- |
| Kirchgellerser Straße / Im Alten Dorfe 53° 12′ 30″ N, 10° 17′ 49″ O | Kriegerdenkmal | | 28834435 | BW   |
| Im alten Dorfe 5 53° 12′ 28″ N, 10° 17′ 45″ O                       | Schmiede       | Eingeschossiger Bau über L-förmigem Grundriss, teils in Fachwerk über Feldsteinsockel mit Backsteinausfachung, teils in Backsteinmauerwerk unter Satteldach in Hohlpfannendeckung. Esse mit Kamin sowie vollständige Innenausstattung erhalten. Erbaut aus Scheune Anfang 20. Jh. | 28834451 | BW   |
| Im alten Dorfe 5 53° 12′ 27″ N, 10° 17′ 45″ O                       | Nebengebäude   | Eingeschossiger Backsteinbau unter Satteldach in Doppelmuldenpfalzziegeldeckung. Auf der Langseite drei Zugänge mit vorgelagerter Steinstufe, auf der Giebelseite Aufzugsluke ins Dach. Ziegeldekor. Errichtet Anfang 20. Jh.                                                     | 28834542 | BW   |

## Heiligenthal
Gegründet wurde die Siedlung im Jahre 1326 von Prämonstratensern aus Kirchgellersen. Diese zogen 1385 nach Lüneburg um. Das Klostergut wurde 1562 von der Familie von Möller übernommen.

### Gruppe: Südergellerser Weg 1
Die Gruppe hat die ID: 34327949. Hofanlage mit zentralem Wohn-/ Wirtschaftsgebäude, Schafstall neben der Zufahrt und Eichenbestand.

| Lage                                              | Bezeichnung               | Beschreibung | ID       | Bild |
| ------------------------------------------------- | ------------------------- | --- | -------- | ---- |
| Südergellerser Weg 1 53° 13′ 12″ N, 10° 20′ 19″ O | Stall                     | Fachwerkbau auf Feldsteinsockel und unter Walmdach ursprünglich in Weichdeckung. Außermittige Längsdurchfahrt und Quereinfahrt. Errichtet 1790. Nachträglich um sechs Felder nach Norden verlängert. | 28834471 | BW   |
| Südergellerser Weg 1 53° 13′ 11″ N, 10° 20′ 19″ O | Wohn-/ Wirtschaftsgebäude | Eingeschossiger Dachwerkbau in Zweiständerbauweise mit Backsteinausfachung und unter Halbwalmdach in Reetdeckung. Giebel des Wohnteils auf Knaggen vorkragend, paarweise Fußbänder. Wirtschaftsgiebel mit vorkragendem Walm auf Knaggen, mit Kopfbändern und ehemaliger Vorschauer. Errichtet 1676. Wohnteil an Ostseite auf vier Felder Länge verbreitert. | 28834490 | BW   |

### Einzelbaudenkmale
| Lage                                        | Bezeichnung               | Beschreibung | ID       | Bild |
| ------------------------------------------- | ------------------------- | --- | -------- | ---- |
| Hauptstraße 16 53° 13′ 11″ N, 10° 20′ 24″ O | Gutskapelle               | Gutskapelle, Backsteinbau auf Feldsteinfundamenten mit halbrundem Ostabschluss unter Satteldach in Ziegeldeckung. Dachreiter mit Uhr. Errichtete 1568. Im Inneren Kanzelaltar und Orgelempore von 1837 (?) und Taufbecken von 1665. | 28834397 |      |
| Hauptstraße 20 53° 13′ 14″ N, 10° 20′ 17″ O | Wohn-/ Wirtschaftsgebäude | Eingeschossiger Fachwerkbau in Zweiständerbauweise mit Backsteinausfachung unter Halbwalmdach ursprünglich in Strohedeckung. Errichtet gegen 1650, umgebaut und erweitert Mitte 19. Jh.                                             | 28834511 | BW   |